# صمم توصيلي
يحدث الصمم التوصيلِي أو فقدان السمع التوصيلي (بالإنجليزية: Conductive hearing loss)‏(وباختصارCHL) عندما تكون هناك مشكلة في نقل الموجات الصوتية على طول المسار العصبي في الأذن الخارجية، أو الغشاء الطبلي (طبلة الأذن)، أو الأذن الوسطى (العظيمات). بصيغة أخرى، يحدث فقدان السمع التوصيلي (CHL) عندما يكون هناك انسداد أو تلف في الأذن الخارجية أو الوسطى، حيث أن ذلك يمنع الصوت من الانتقال إلى طبلة الأذن والعظام الصغيرة في الأذن الداخلية. قد يكون هناك شيء ما يسد قناة الأذن، مثل الصملاخ أو السوائل، أو قد يحدث فقدان السمع نتيجة عدوى أو مرض.انثقاب طبلة الأذن أحد الأسباب المحتملة أيضاً. يؤدي فقدان السمع التوصيلي عادة إلى أن تبدو الأصوات الصاخبة أقل صخباً. يمكن أن تكون هذه الحالة مؤقتة أو دائمة وتشترك في خصائص مشابهة للأذن المسدودة. يعتبر علاج فقدان السمع التوصيلي أكثر وضوحًا من علاج فقدان السمع الحسي العصبي. في حالة حدوث الصمم التوصيلي بالتزامن مع الصمم العصبي الحسي، يشار إليه باسم ضعف السمع المختلط. اعتمادًا على شدة وطبيعة الصمم التوصيلي، يمكن علاج هذا النوع من ضعف السمع غالبًا بالتدخل الجراحي أو المستحضرات الصيدلانية لاستعادة حدّة السمع بشكل جزئي أو في بعض الحالات بشكل كامل ضمن النطاق الطبيعي. ومع ذلك، قد تتطلب حالات فقدان السمع التوصيلي الدائم أو المزمن طرق علاجية أخرى مثل أجهزة السمع لتحسين إدراك الصوت والكلام.

## الأسباب
تتضمن بعض الأسباب الشائعة للصمم التوصلي ما يلي:

### الأذن الخارجية
- تراكم الصملاخ أو جسم غريب في القناة السمعية الخارجية.
- التهاب الأذن الخارجية أو العدوى أو تهيج الأذن الخارجية.
- العرن، نمو غير طبيعي للعظام داخل قناة الأذن.
- ورم قناة الأذن.
- التضيق الخلقي أو رتق القناة السمعية الخارجية (قناة الأذن الضيقة أو المسدودة).
- يمكن أن يوجد تضيق أو رتق في قناة الأذن بشكل مستقل أو قد ينجم عن تشوهات خلقية في صيوان الأذن مثل صغر صيوان الأذن أو انعدام الأذن.
- تضيق مكتسب للقناة السمعية الخارجية بعد الجراحة أو العلاج الإشعاعي.

### الأدن الوسطى
تراكم السوائل هو السبب الأكثر شيوعًا لفقدان السمع التوصيلي في الأذن الوسطى، خاصة عند الأطفال. الأسباب الرئيسية الأخرى هي التهابات الأذن أو الحالات التي تسد قناة استاكيوس، مثل الحساسية أو الأورام. يؤدي انسداد قناة استاكيوس إلى انخفاض الضغط في الأذن الوسطى بالنسبة إلى الأذن الخارجية، وهذا يؤدي إلى انخفاض حركة كل من العظمتين والغشاء الطبلي.
- التهاب الأذن الوسطى الحاد أو المصلي.
- التهاب الأذن الوسطى القيحي المزمن (CSOM).
- انثقاب طبلة الأذن.
- نمو العظيمات غير الطبيعي في الأذن الوسطى أو بالقرب منها (تصلب الأذن الوسطى).
- تصلب الطبل أو تندب طبلة الأذن.
- الورم الكوليستيرولي.
- اختلال قناة استاكيوس: خلل وظيفي أو التهاب أو كتلة داخل تجويف الأنف أو الأذن الوسطى أو أنبوب استاكيوس نفسه.
- ورم الأذن الوسطى.
- الانقطاع العظيمي نتيجة للعدوى أو الصدمة العظمية الصدغية.
- التشوه الخلقي للعظيمات. يمكن أن تكون هذه ظاهرة معزولة أو يمكن أن تحدث كجزء من متلازمة حيث يتم رؤية تطور القوسين الفرعيين الأول والثاني كما هو الحال في متلازمة جولدنهار، ومتلازمة تريشر كولينز، ومتلازمة الخيشوم والأذن والكلية(Branchio-oto-renal syndrome)، والخ..
- الرضح الضغطي

### الأذن الداخلية
تأثير النافذة (البيضوية أو المدورة) الثالثة بسبب:[بحاجة لمصدر]
- متلازمة تفرز الفتحة العلوية للنفيق الطبلي- والتي قد تتطلب تصحيحًا جراحيًا.
- المسال الدهليزي الموسع.[9][10]
- الناسور التيهي.

قد تؤثر هذه الأسباب على جزء واحد من الأذن أو عدة أجزاء.  اعتمادًا على جزء الأذن الذي يتسبب في فقد السمع التوصيلي، قد يتطلب إصلاح فقدان السمع طرقًا مختلفة. يجب أن يتمكن أخصائي السمع من تشخيص السبب الجذري للمشكلة بشكل صحيح ومن ثم اقتراح الطرق المناسبة للإدارة والعلاج.

## الأعراض
يؤثر الصمم التوصيلي في المقام الأول على القدرة على إدراك جهارة الأصوات، ولكن ليس وضوحها. قد يجد المصاب بعض أو كل الأعراض التالية:
- صعوبة في سماع الكلام.
- الشعور بأن صوتك يبدو مختلفًا.
- السماع أسهل من أذن واحدة مقارنةً بالأخرى.
- الإحساس بالألم في إحدى الأذنين أو كلتيهما.
- إحساس بالضغط في إحدى الأذنين أو كلتيهما.
- رائحة غريبة تأتي من الاذن.

يمكن أن تختلف الأعراض اعتمادًا على أي جزء من الأذن هو السبب الجذري، أو ربما قد تظهر أعراض متعددة في وقت واحد. غالبًا ما يجد الأشخاص المصابون بـفقدان السمع التوصيلي أن زيادة مستوى صوت أجهزة التلفزيون أو الموسيقى أو الراديو هو كل ما يلزم لتوفير تحسن ملحوظ في قدرتهم على السمع. على الرغم من أنه ليس حلاً مثاليًا، فقد يكون سريعًا ومؤقتًا للحالة ريثما يتم التعامل مع المشكلة بشكل صحيح.

## التشخيص
بالنسبة للكشف الطبي الأساسي، يمكن تحديد فقدان السمع التوصيلي باستخدام اختبار رينيه باستخدام شوكة رنانة 256 هرتز. في هذا الاختبار، يُسأل المريض عما إذا كانت الشوكة الرنانة الاهتزازية تُسمع بصوت أعلى بجوار قناة الأذن (التوصيل الهوائي) أم إذا كانت ملامسة للعظم خلف الأذن (التوصيل العظمي). تكون نتيجة الاختبار سلبية إذا كان التوصيل العظمي أكثر فعالية من التوصيل الهوائي. النتيجة الطبيعية، أو الإيجابية، هي عندما يكون التوصيل الهوائي أكثر فعالية من التوصيل العظمي.
إن الاستخدام المشترك لكل من اختبارات رينيه وويبر يعتبر مفيدًا للغاية. إذا تم استخدام اختبار ويبر، حيث تلمس الشوكة الرنانة الاهتزازية خط الوسط في الجبين، فسوف يُسمع الصوت الأعلى في الأذن المصابة لأن ضوضاء الخلفية لا تحجب السمع في هذا الجانب.

### تشخيص تفريقي
الجدول أدناه يقارن فقد السمع الحسي العصبي بفقد السمع التوصيلي:
| معيار       | فقدان السمع الحسي العصبي | فقدان السمع التوصيلي                                                                               |
| موقع تشريحي | الأذن الداخلية، العصب القحفي الثامن، أو مراكز المعالجة المركزية.                                                               | الأذن الوسطى (السلسلة العظيمية) أو الغشاء الطبلي أو الأذن الخارجية                                 |
| اختبار ويبر | يتحول (يوضّع) الصوت إلى الأذن العادية (الأذن الغير مصابة) في حالات الصمم أحادية الجانب.                                         | يتحول (يوضّع) الصوت إلى الأذن المصابة (الأذن المصابة بالصمم التوصيلي) في حالات الصمم أحادية الجانب. |
| اختبار رينه | نتيجة إيجابية. التوصيل الهوائي> لتوصيل العظمي. (ينخفض كل من التوصيل العظمي والتوصيل الهوائي بالتساوي، والفرق بينهما لا يتغير). | نتيجة سلبية. التوصيل العظمي> التوصيل الهوائي.                                                      |

## العلاج/ الإدارة
يجب على المصاب دائمًا طلب مشورة أخصائي طبي لمعرفة السبب الجذري لمشكلة ضعف السمع والحصول على العلاج الصحيح. على عكس فقدان السمع الحسي العصبي، يمكن معالجة فقدان السمع التوصيلي وإدارته بشكل فعال.
تنقسم الإدارة إلى ثلاث طرق: العلاج الجراحي والعلاج الصيدلاني والمعالجة الداعمة، اعتمادًا على طبيعة وموقع السبب المحدد.
في حالات العدوى والتهابات الأذن المزمنة أو السوائل الوسطى المزمنة، تعتبر المضادات الحيوية أو المضادات الفطرية خيارًا جيداً. ولكن في بعض الأحيان قد يكون هناك حاجة إلى علاجات طبية أو جراحية لتصحيح الحالة. فحتى عند وجود عدوى أو نمو غير طبيعي، فقد تكون الإجراءات الجراحية ضرورية. بعض الحالات قابلة للتدخل الجراحي مثل سائل الأذن الوسطى، ورم كوليسترولي، وتصلب الأذن الوسطى. إذا كان فقدان السمع التوصيلي بسبب إصابة الرأس، فإن الإصلاح الجراحي هو الخيار الأفضل. إذا كان لا يمكن تصحيح غياب أو تشوه هياكل الأذن، أو إذا رفض المريض الجراحة، فإن مساعدات السمع التي تضخم الأصوات تعتبر خيار علاجي محتمل. تعتبر الوسائل السمعية، على سبيل المثال، نظام Baha أو Ponto) ذات التوصيل العظمي مفيدة حيث أنها تقدم الصوت مباشرة، من خلال العظام، إلى قوقعة الأذن أو الجهاز السمعي. يمكن أن تكون هذه على عصبة رأس ناعمة أو صلبة أو يمكن إدخالها جراحيًا، وهي أداة مساعدة للسمع مثبتة بالعظم، وهناك أنواع عديدة منها. يمكن أيضًا استخدام السماعات التقليدية للتوصيل الهوائي. عادة ما تتطلب الأورام جراحة.
مع الرعاية الجيدة، يمكن علاج فقدان السمع التوصيلي في المنزل في حالات كثيرة. غالبًا ما يؤدي إزالة الصملاغ أو السوائل الزائدة من قناة الأذن إلى حل المشكلة. في حالة تراكم الصملاغ، يمكن أن تساعد أدوات إزالة صملاغ الأذن مثل المحقنات أو المنظفات في حل الموقف. يجب الحرص دائمًا على استخدام الأداة المناسبة لهذه المهمة بناءً على وصفة طبية لتجنب تلف قناة الأذن أو طبلة الأذن.